# Grabrelief des Thraseas und der Euandria
Das attische Grabrelief des Thraseas und der Euandria aus der Mitte des 4. Jahrhunderts v. Chr. befindet sich in der Antikensammlung Berlin.

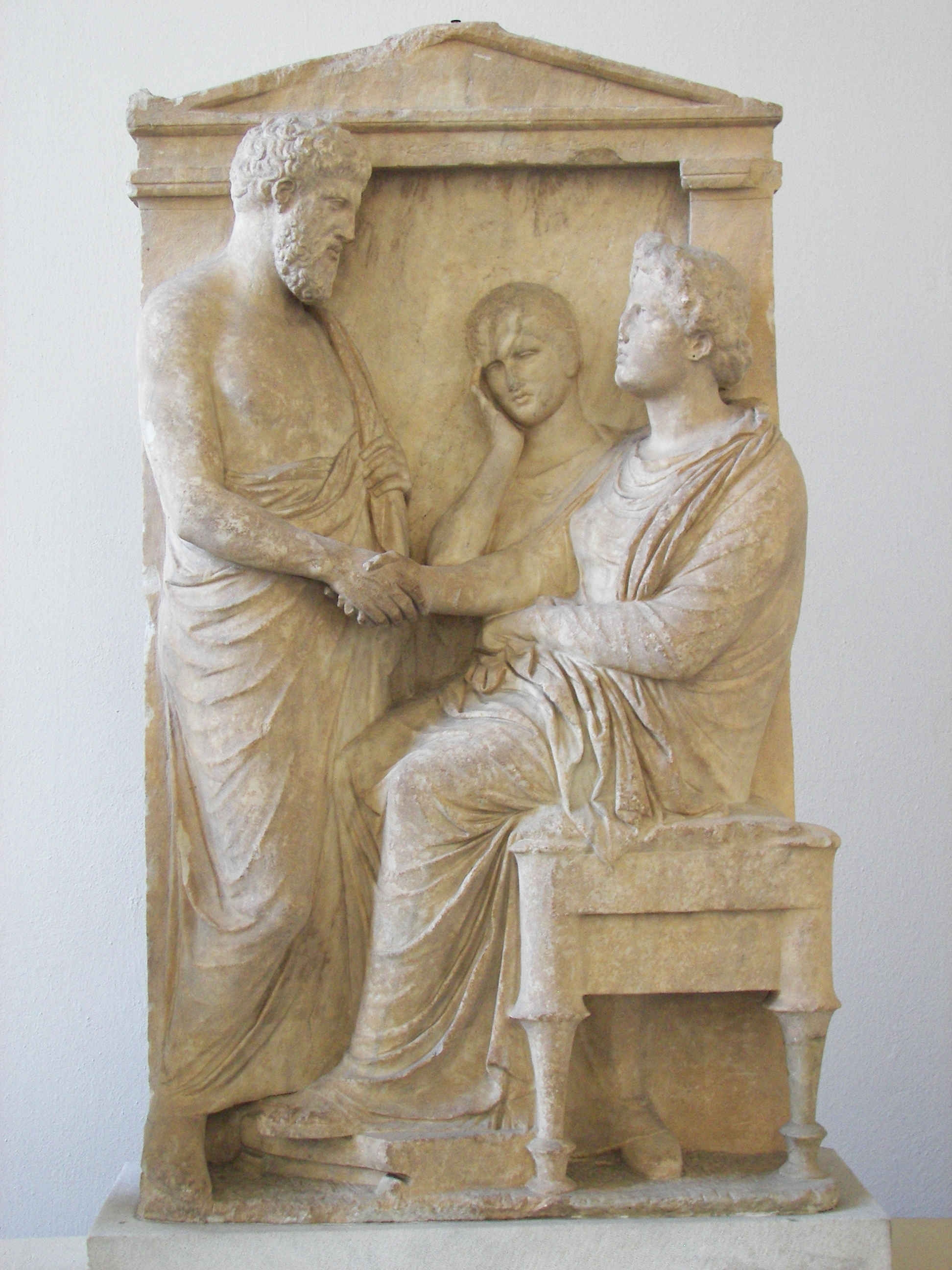

Das Relief wurde in Athen bei der Kirche Agia Triada, also im Bereich des antiken Kerameikos, gefunden. Es gehörte zur Sammlung Sabouroff und wurde aus dieser 1884 für die Antikensammlung erworben. Das 160 cm hohe und 91 cm breite Kunstwerk aus pentelischem Marmor wurde um die Jahre 350 bis 340 v. Chr. geschaffen. Auf dem Architrav sind die dargestellten Hauptpersonen inschriftlich als Thraseas aus dem Demos Perithoidai und Euandria benannt.
Grabdenkmäler dieser Art wurden vielfach an den Gräberstraßen an den Rändern griechischer Städte aufgestellt. Die Figuren wirken blockhaft und sind von volumenhafter Plastizität. Zur Zeit der Herstellung des Reliefs wurden die Reliefdarstellungen tiefer und die figürlichen Darstellungen lösten sich vom Reliefgrund. Das Grabrelief des Thraseas und der Euandria ist ein früher Vertreter dieser neuen Darstellungsform. Die Figuren erhalten so ein stärkeres plastisches Eigenleben.
Im Vordergrund treten die beiden Ehepartner aus dem Relief hervor. Links steht der bärtige, mit einem Mantel bekleidete Thraseas, rechts sitzt die mit Mantel und Chiton bekleidete Euandria auf einem gepolsterten Hocker. Ihre Füße ruhen auf einem Fußschemel, sie trägt Sandalen. Die beiden reichen sich in ehelicher Verbundenheit und als Zeichen des durch den Tod verursachten Abschieds die Hand und schauen sich dabei in die Augen. Als die Trauer verstärkendes Symbol ist zwischen ihnen eine Dienerin mit für Sklaven typischen kurzen Haaren dargestellt, die ihren Kopf in die rechte Hand stützt. Diese Geste, in der Wange und Schläfe in die Hand geschmiegt werden, ist eine auch aus anderen Kunstwerken bekannte Geste tiefer Trauer. Die dargestellte junge Sklavin verleiht dem Relief zusätzliche Tiefe, da sie sich räumlich gesehen im Hintergrund befindet, allerdings weniger tief ausgearbeitet ist. Am Rand des Reliefs umgibt ein flacher Naïskos mit Anten, Architrav und Giebel die Szenerie. Drei vormals auf dem Giebel stehende Akroterien sind heute verloren.